# U-Bahnhof Alameda

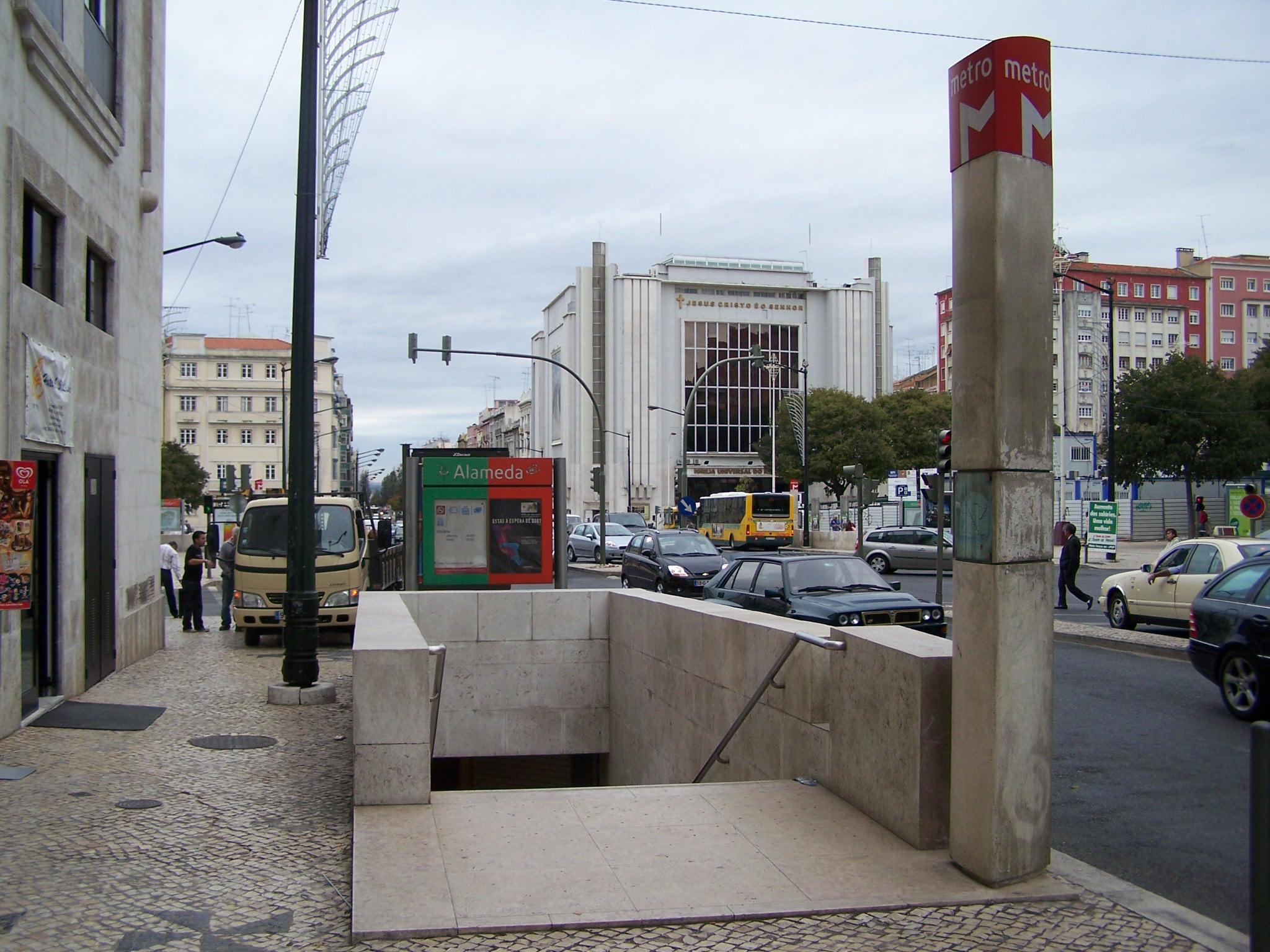
Eingang zum U-Bahnhof Alameda an der Avenida Almirante Cândido dos Reis

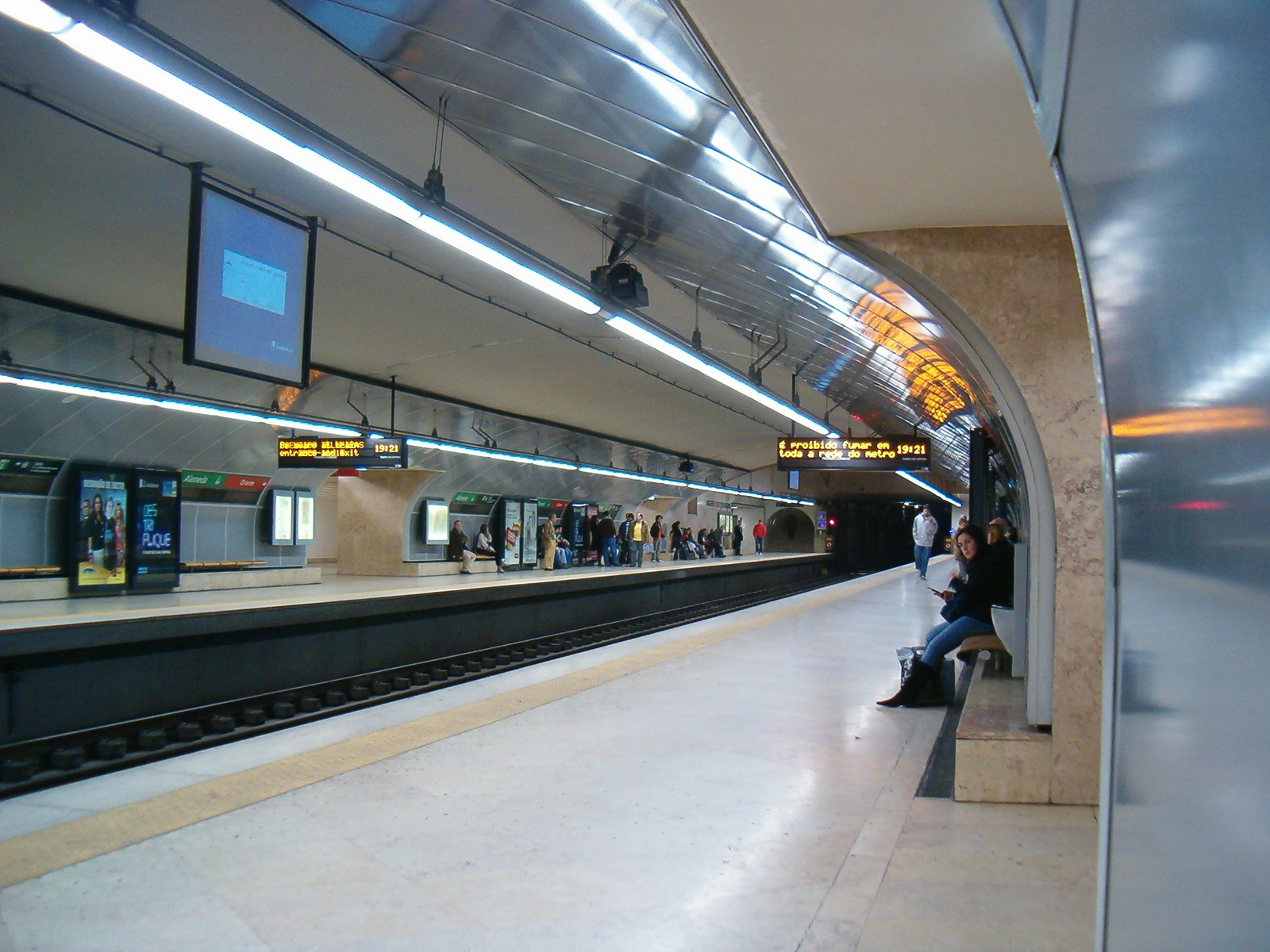
Im Rahmen des Neubaus des Bahnhofes „Alameda II“ wurde auch der Bahnhof der grünen Linie („Alameda I“) umfangreich saniert

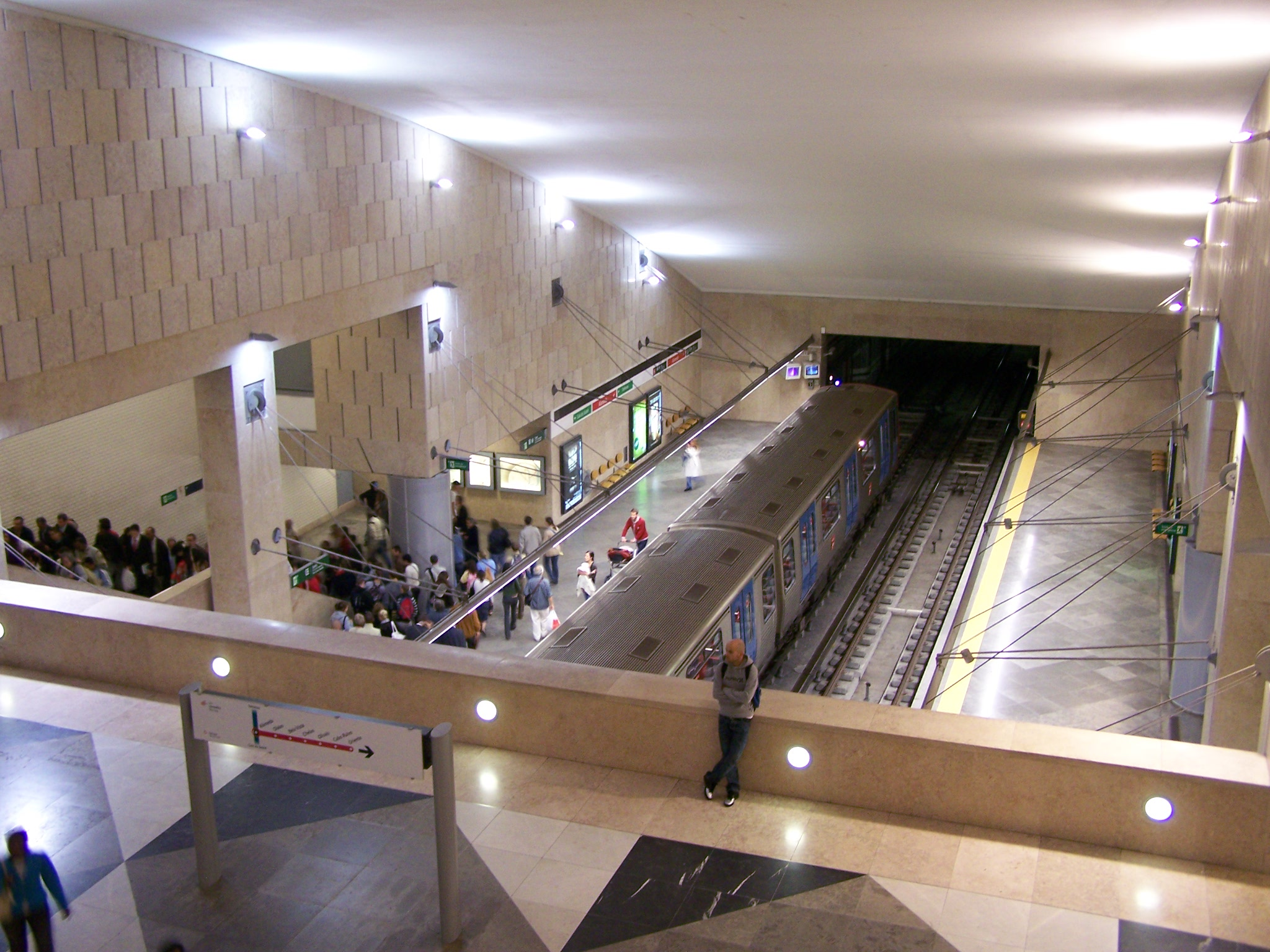
Blick auf die beiden Seitenbahnsteige des Bahnhofs Alameda, rote Linie

Alameda ist ein U-Bahnhof der Linha Verde (grüne Linie) und der Linha Vermelha (rote Linie) der Metro Lissabon, des U-Bahn-Netzes der portugiesischen Hauptstadt. Der Bahnhof befindet sich unter der Kreuzung der Avenida Almirante Reis/Alameda Dom Afonso Henriques und damit auf der Grenzen zwischen den Stadtgemeinden São Jorge de Arroios, Alto do Pina und São Jorge de Deus. Die Nachbarstationen des Bahnhofes sind Arroios, Areeiro, Saldanha und Olaias. Der Bahnsteig der Linha Verde ging am 18. Juni 1972 in Betrieb, der der Linha Vermelha  am 19. Mai 1998.

## Geschichte

### Bau des ersten Bahnhofes
Der U-Bahnhof Alameda ging am 18. Juni 1972 als Teil der letzten Verlängerung (Anjos–Alvalade) der ersten Bauphase der Lissabonner Metro in Betrieb. Innerhalb von fünfzehn Jahren gelang es so der Stadt Lissabon, alle wichtigen Zentren der Stadt mittels des neuen Verkehrsmittels anzuschließen. Als letztes erhielt Alvalade mit dieser Verlängerung einen U-Bahnanschluss.
Für den Bau des U-Bahnhofes war, wie auch bei den anderen dieser Bauetappe, der Architekt Dinis Gomes verantwortlich, der für alle Bahnhöfe ein ähnliches Konzept entworfen hatte. Der Bahnhof besaß bei seiner Eröffnung zwei 70 Meter lange Seitenbahnsteige und eine flache, abgerundete Bahnsteigdecke, ähnlich wie bei den Nachbarbahnhöfen. Für die Ausgestaltung des Bahnhofes war wiederum Maria Keil verantwortlich. Sie wählte die bewährten Fliesen (Azulejos) mit weißem Hintergrund und kontrastierte diesen durch zahlreiche Streifen in verschiedensten Grüntönen.

### Umbau zum Umsteigebahnhof
Es änderte sich über die Jahre hinweg relativ wenig am Bahnhof Alameda. Erst mit der Verabschiedung des Plano de Expansão da Rede 1999 (Plan zur Erweiterung des Netzes bis 1999) im Jahr 1990 rückte der Bahnhof wieder in den Blickpunkt. Der Plan sah vor, dass bestehende Ypsilon-Netz in drei Linien aufzuteilen (blaue, gelbe und grüne) und eine neue Linie zu bauen (rote Linie). 1998 wurde die damals als durchgängige Linie betriebene Strecke Pontinha–Restauradores–Rossio–Alameda–Campo Grande in zwei Linien geteilt; Pontinha-Restauradores als blaue Linie, die Alameda tangierende Strecke Rossio–Campo Grande als grüne Linie. Nachdem sich Lissabon bei der Wahl zur Weltausstellung 1998 gegen das kanadische Toronto durchsetzen konnte, begannen darauf die Bauarbeiten für eine neue Metro-Linie. Diese Linie sollte zunächst vom Bahnhof Oriente, direkt im Weltausstellungs-Park gelegen, bis zum Bahnhof Alameda führen, wo über die grüne Linie wiederum Anschluss in Richtung Zentrum bestand.
Im Rahmen des Baus der neuen U-Bahn-Linie waren auch umfangreiche Baumaßnahmen für den Bahnhof Alameda vorgesehen. Der Plano de Expansão da Rede 1999 räumt auch der künstlerischen Ausgestaltung einen großen Rahmen ein, diese sollte Merkmal des Lissaboner U-Bahn-Netzes werden. Unter Leitung des portugiesischen Architekten Manuel Taínha wurde der zukünftig „Alameda I“ genannte Bahnhof, der Bahnhof der grünen Linie, komplett umgebaut. So wurden unter anderem die Bahnsteige von 70 auf 105 Meter verlängert, um zukünftig Sechs-Wagen-Züge einsetzen zu können. Die Künstlerin Noronha da Costa ergänzte die Fliesenkunst Keils um verschiedene Malereien auf Marmorhintergrund. Der Bahnhof der grünen Linie wurde nach mehrmonatiger Sperrung am 3. März 1998 wieder in Betrieb genommen.
Der Bahnhof der roten Linie („Alameda II“) sowie der Umsteigetunnel wurden von Manuel Taínha und Alberto Barradas entworfen. Die Station der roten Linie besitzt die in Lissabon üblichen zwei Seitenbahnsteige, gleichzeitig aber am westlichen und östlichen Ende eine überdimensionale große Bahnsteighalle, um so trotz der Tiefe des Bahnsteiges, die aufgrund der Unterquerung der grünen Linie nötig war, keine Enge zu schaffen. Für die künstlerische Ausgestaltung waren Costa Pinheiro, Alberto Carneiro und Juahana Bloomstedt verantwortlich. Pinheiro gestaltete einen Teil des Umsteigetunnels mit Fliesenmotiven namens Os Navegadores („Die Seefahrer“) und zeigt Bilder von portugiesischen Persönlichkeiten wie João II., Heinrich der Seefahrer (Infante D. Henrique), Vasco da Gama und Fernão de Magalhães. Carneiro, sogenannter Land Art-Künstler wählte wiederum mehrere Bau-Plastiken, die dem unterirdischen Bahnhof einen Hauch von Natur geben sollten. Die finnische Künstlerin Bloomstedt entwarf zahlreiche geometrische Figuren in verschiedenen Marmortönen.
Letztendlich konnte die rote Linie und damit auch der Bahnhof Alameda II am 19. Mai 1998 in Betrieb genommen werden, drei Tage vor der Eröffnung der Expo 98 im heutigen Parque das Nações. Elf Jahre lang endeten die Züge von Oriente kommend im Bahnhof Alameda, im Tunnel Richtung Westen wurde eine provisorische Kehranlage eingerichtet. Von Anfang an war es geplant, die rote Linie weiter in Richtung Westen zu verlängern. 2003 begannen die Bauarbeiten für eine Verlängerung der Linha Vermelha über Saldanha nach São Sebastião. Seit dem 29. August 2009 ist Alameda kein Endbahnhof mehr. Die Züge fahren nun bis São Sebastião durch.

## Verlauf
Am U-Bahnhof bestehen Umsteigemöglichkeiten zu den Buslinien der Carris.
| Linie | Verlauf |
| ----- | --- |
|       | Telheiras – Campo Grande – Alvalade – Roma – Areeiro – Alameda – Arroios – Anjos – Intendente – Martim Moniz – Rossio – Baixa-Chiado – Cais do Sodré |
|       | Aeroporto – Encarnação – Moscavide – Oriente – Cabo Ruivo – Olivais – Chelas – Bela Vista – Olaias – Alameda – Saldanha – São Sebastião              |